# LSD
Lysergsäurediethylamid (LSD; umgangssprachlich auch kurz englisch Acid, „Säure“) ist ein synthetisches Lysergamid, das als Derivat natürlich vorkommender Mutterkornalkaloide erhalten werden kann. LSD ist eines der stärksten bekannten Halluzinogene und gehört zu deren Teilgruppe der Psychedelika, welche auf das Serotonin-System des Körpers wirken. Dadurch ruft es schon in sehr geringen Dosen im unteren Mikrogrammbereich lang andauernde Wirkungen hervor. Zu diesen gehören veränderte Gedanken, Wahrnehmungen und Gefühle sowie ein veränderter Bewusstseinszustand.
LSD wird als nicht abhängig machend eingestuft. Darüber hinaus ist kein Todesfall durch eine Überdosis LSD beim Menschen bekannt. Manche der Zustände unter Einfluss von LSD ähneln Symptomen von psychischen Störungen, diese Zustände sind aber in fast allen Fällen wieder verschwunden, nachdem die Substanz und ihre Metaboliten den Körper verlassen haben und bestehen nur in sehr seltenen Fällen für längere Zeit fort.
Nach der Entdeckung durch Albert Hofmann im Jahr 1938 in Basel war es aufgrund seines großen Potenzials in der Psychotherapie zunächst lange als Medikament erhältlich. In der Hippie-Ära der 1960er Jahre war der Gebrauch von LSD relativ weit verbreitet, führte bei vielen Konsumenten zum Hinterfragen der gängigen Glaubenssysteme, bei Künstlern wurde es als Mittel zur Inspiration gesehen. 1971 einigten sich die Vereinten Nationen in der Konvention über psychotrope Substanzen auf ein Verbot von fast allen damals bekannten psychotropen Substanzen, darunter auch LSD. Seit 1971 stufen daher sowohl das Betäubungsmittelgesetz in Deutschland als auch das Suchtmittelgesetz in Österreich LSD als nicht verkehrsfähig ein. Seit etwa 1990 wird wieder vermehrt mit Halluzinogenen wie LSD für die Psychotherapie geforscht, unter anderem in der Behandlung von Alkoholsucht und Depressionen.

## Entdeckung

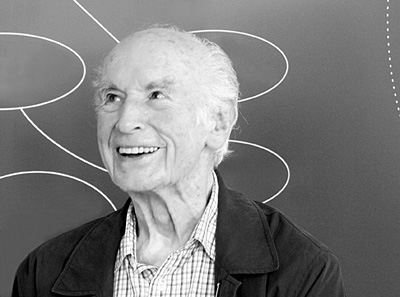
Albert Hofmann (2006)

Der Chemiker Albert Hofmann stellte am 16. November 1938 in Basel erstmals im Rahmen seiner Forschung zum Mutterkorn Lysergsäurediethylamid (LSD) her. Sein Ziel war die Entwicklung eines Kreislaufstimulans. Nachdem diese erhoffte Wirkung von LSD im Tierversuch nicht eintrat, verlor Hofmann zunächst das Interesse und archivierte seine Forschungsergebnisse. Am 16. April 1943 begann er erneut, LSD-Wirkungen zu prüfen, da er vermutete, etwas übersehen zu haben. Bei seinen Arbeiten bemerkte er an sich selbst eine halluzinogene Wirkung, die er zunächst nicht erklären konnte. So vermutete er, er habe das LSD durch unsauberes Arbeiten durch seine Haut aufgenommen.
Hofmann wiederholte dieses Erlebnis am 19. April 1943 durch die Einnahme von 250 Mikrogramm LSD. Verglichen mit der Wirksamkeit der damals bekannten Mutterkornalkaloide entsprach das der kleinsten Menge, bei der man noch eine Wirkung hätte erwarten können. Es stellte sich jedoch heraus, dass diese Menge bereits dem Zehnfachen einer bereits wirksamen Dosis (ab ca. 20 µg) von Lysergsäurediethylamid entsprach. Dieses Datum gilt heute als Zeitpunkt der Entdeckung der psychoaktiven Eigenschaften des LSD. Der Jahrestag wird von popkulturellen LSD-Anhängern als „Fahrradtag“ (Bicycle Day) gefeiert, da Hofmann am Beginn seines bewusst induzierten Rauscherlebnisses mit dem Fahrrad nach Hause fuhr.
Die Basler Firma Sandoz, in deren Auftrag Hofmann forschte, brachte 1949 das Präparat unter dem Namen „Delysid“ in den Handel. Es wurde als Psychotomimetikum angeboten, das es Psychiatrie-Ärzten ermögliche, sich für eine begrenzte Zeit in die Wahrnehmungswelt psychotischer Patienten zu versetzen.

## Chemische Eigenschaften

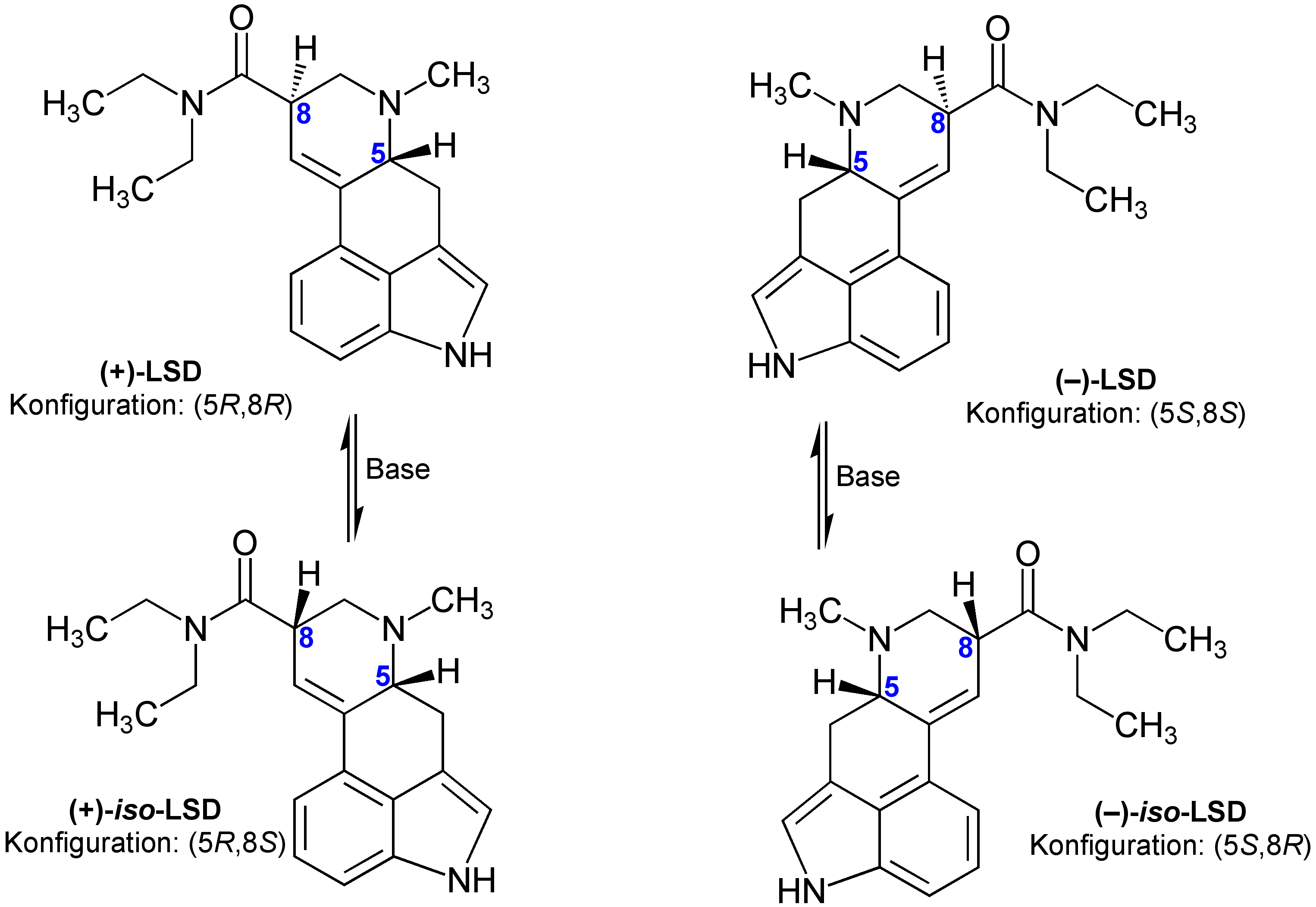
Die vier möglichen Stereoisomere von LSD

### Struktur
Chemisch gehört Lysergsäurediethylamid zur Strukturklasse der Ergoline. Die Bezeichnung „LSD-25“ rührt daher, dass es die 25. Substanz in Hofmanns Versuchsreihe der synthetischen Lysergsäure-Abkömmlinge war.
Es sind viele strukturell analoge Lysergsäureamide bekannt, die als Leitstruktur das LSD bzw. den Ergolingrundkörper besitzen und sich dabei an die psychotrope Potenz von LSD annähern oder diese übersteigen, siehe Liste von LSD-Analoga. Dabei wurden Modifikationen in Position 1 und in Position 6 am Ergolinsystem vorgenommen.

### Isomerie
LSD ist eine chirale Verbindung mit zwei Stereozentren an den Kohlenstoffatomen C-5 und C-8. Somit existieren vier verschiedene Stereoisomere des LSDs, die zwei Enantiomerenpaare bilden.
LSD, genauer (+)-LSD, besitzt die absolute Konfiguration (5R,8R). (−)-LSD ist (5S,8S)-konfiguriert und ist spiegelbildlich zu (+)-LSD. (+)-LSD epimerisiert unter basischen Bedingungen zu dem Isomer (+)-iso-LSD mit (5R,8S)-Konfiguration; (−)-LSD epimerisiert basisch zu (−)-iso-LSD mit (5S,8R)-Konfiguration. Das nicht psychoaktive (+)-iso-LSD, das sich während der Synthese (je nach Methode in unterschiedlichem Anteil) bildet, kann mit Hilfe chromatographischer Trennmethoden abgetrennt werden und (etwa durch Wirkung verdünnter methanolischer Kaliumhydroxidlösung) zu aktivem (+)-LSD isomerisiert werden.

## Analytik
Unter ultraviolettem Licht (360 nm) weist LSD eine stark blaue Fluoreszenz auf. Mit Dimethylaminobenzaldehyd (Ehrlich-Reagenz, Kovacs-Reagenz) ist ein weiterer Nachweis möglich. Der forensisch sichere Nachweis von LSD in den verschiedenen Untersuchungsmaterialien wie z. B. Haaren oder Urin gelingt nach adäquater Probenvorbereitung durch die Kopplung chromatographischer Verfahren mit der Massenspektrometrie. Da aufgrund der Wirkungsstärke von LSD die übliche Menge im Mikrogramm-Bereich liegt und vom Konsumenten daher nicht durch eigene Messungen überprüft werden kann, besteht kein Bedarf, die Substanz zu strecken. In Labors liegt die Droge selten als Pulver vor, so dass die Reinheit selten gemessen wird.

## Pharmakologische Eigenschaften

### Wirkmechanismus

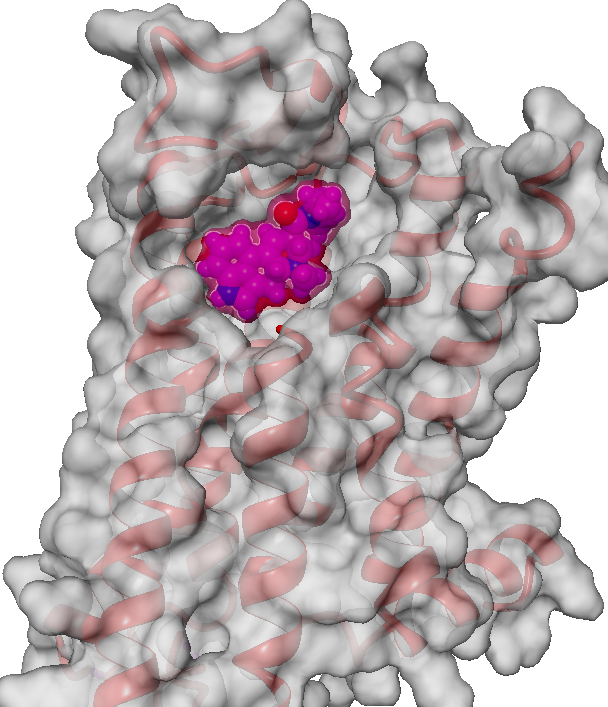
LSD an der orthosterischen Bindungsstelle des 5-HT_{2A}-Rezeptors. Um die Sicht ins Rezeptorinnere zu ermöglichen, sind Teile der Proteinstruktur ausgeblendet.

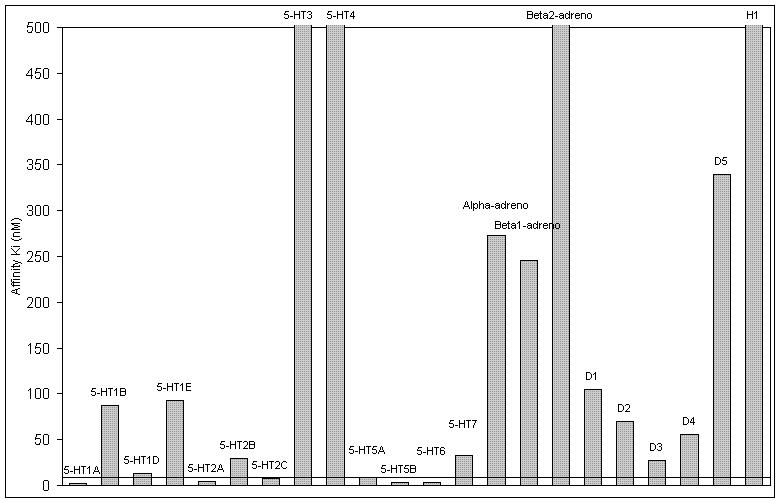
Die Bindungsaffinitäten von (+)-LSD an einzelnen Rezeptoren. Je niedriger der K_{i}-Wert, desto höher die Bindung des LSD an den Rezeptor.

(+)-LSD bzw. (5R,8R)-LSD, eines der vier Stereoisomere des LSD-Moleküls, wirkt als Partialagonist mit großer Affinität (Bindungsstärke) am Serotonin-5-HT2A-Rezeptor. Dieser wird mit dem Wirkungsmechanismus vieler atypischer Neuroleptika in Verbindung gebracht. Auch andere klassische psychedelische Halluzinogene werden von diesem gebunden. Es handelt sich aber um keine selektive Bindung; eine Reihe von weiteren Rezeptorensubtypen der 5-HT-Rezeptoren, der Dopamin-Rezeptoren und der Adrenozeptoren, binden LSD ebenfalls.

### Pharmakokinetik
Es gibt verschiedene Aussagen über die Geschwindigkeit, mit der LSD im Blutplasma abgebaut wird. Passie et al. (2008) gibt die Plasmahalbwertszeit von (+)-LSD mit 2,9 h an, Liechti (2017) mit ~3 h.
Untersuchungen von 2017 an 40 gesunden Versuchteilnehmern zeigten, dass bei Dosen von 100 µg und 200 µg maximale Plasmakonzentrationswerte nach 1,4–1,5 h erreicht wurden, wobei die Plasmahalbwertszeit 2,6 h betrug und die subjektiven Effekte 8,2 ± 2,1 h (100 µg) bzw. 11,6 ± 1,7 h (200 µg) andauerten. Die subjektiven Maximaleffekte des LSDs stellten sich bei 2,8 h (100 µg) bzw. 2,5 h (200 µg) nach der oralen Einnahme ein. Die Dauer eines unkomplizierten LSD-Erlebnisses liegt in der Regel zwischen acht und zwölf Stunden, abhängig von Dosierung, Körpergewicht und Alter. Sandoz’ Beipackzettel von Delysid beschreibt: „[Es] können gelegentlich gewisse Nachwirkungen in Form phasischer Affektstörungen noch während einiger Tage andauern.“

### Wirkung
Bei Einnahme einer rauschinduzierenden Dosis treten kurz nach der Einnahme oft dezente körperliche Beschwerden wie Frieren und leichte Übelkeit auf, die jedoch in der Regel schnell nachlassen. Es folgen Veränderungen der Sinneswahrnehmung und des Bewusstseinserlebens. Im Vordergrund stehen häufig eine verstärkte Farbwahrnehmung und Pseudohalluzinationen (bspw. geometrische, bewegliche Muster und Verzerrungen von Gesichtern) verbunden mit einer ausgeprägten Euphorie, aber auch Stimmungsschwankungen bis hin zu angstvollen, paranoiden und psychotischen Reaktionen. Bei höheren Dosierungen kommt es meist zu Synästhesien und starken Veränderungen des Raum- und Zeitempfindens, die in eine teilweise oder vollständige Auflösung des Ich-Bewusstseins münden können. Selbst-, Raum- und Zeitwahrnehmung können so tiefgreifend verändert sein, dass diese Zustände oft mit intensiven Träumen oder religiöser Ekstase verglichen werden. Hierbei kann die Kontrolle über die eigenen Handlungen vermindert werden oder ganz ausfallen. Starke Angstreaktionen (vgl. „Horrortrip“) können ein medizinisches Eingreifen erforderlich machen, die Betroffenen erholen sich jedoch in der Regel nach kurzer Zeit.

### Dosierung
LSD wirkt bereits in niedrigen Dosierungen ab 20 µg. Die typische Dosierung liegt bei nichttherapeutischem Gebrauch nach Angaben der Europäischen Beobachtungsstelle für Drogen und Drogensucht (EMCDDA) zwischen 20 und 80 µg. Passie u. a. (2008) gibt bei therapeutischem Gebrauch 75 bis 150 µg als moderate Dosis an; wobei geschätzt wird, dass Dosierungen zwischen 100 und 200 µg das volle Wirkungsspektrum entfalten. Allerdings ist die Wirkung von der Verfassung des Konsumenten sowie von der Umgebung und den damit individuell hervorgerufenen Eindrücken abhängig, sodass nicht allein die Dosierung für die Art des Erlebnisses ausschlaggebend ist. (Siehe Set und Setting.) Das Niedrigdosieren von LSD im Schwellenbereich unterhalb bzw. innerhalb der Effektivdosis wird Microdosing bzw. Minidosing genannt.
Der Körper baut direkt nach Wirkungseintritt von LSD eine Toleranz auf, die ein bis zwei Wochen anhält. Das bedeutet, dass LSD bei einer erneuten Einnahme kurz nach der letzten Einnahme so gut wie gar nicht wirkt. Erst nach mehreren Tagen Wartezeit kann bei gleicher Dosis wieder eine vergleichbare Wirkung erzielt werden. Diese Toleranzbildung wirkt sich auch auf die Toleranz gegenüber anderen verwandten Substanzen aus. So sind LSD, Psilocybin/Psilocin und Meskalin jeweils zueinander kreuztolerant. Daraus folgt zum Beispiel, dass psilocybinhaltige Pilze bei Einnahme am Tag nach der Einnahme von LSD schwächer wirken – und umgekehrt.

## Risiken

### Psychische Störungen
LSD kann bei ungünstigen Voraussetzungen vorübergehende Angstepisoden (Horrortrip) oder eine substanzinduzierte Psychose auslösen. Weitere psychische Störungen wie Missbrauch von Halluzinogenen und die fortbestehende Wahrnehmungsstörung nach Halluzinogengebrauch (HPPD) sind als Diagnosekategorie im DSM-IV aufgenommen.
Bei starker Erregung ist unter anderem medizinische Behandlung indiziert. „Goodman & Gilman’s The Pharmacological Basis of Therapeutics“ schlägt hier 20 mg Diazepam peroral vor. Beruhigende Gespräche haben sich als wirksam erwiesen und sind daher als erste Maßnahme angezeigt. Antipsychotika können das Erleben verstärken und sind daher kontraindiziert.
Rund 10.000 Patienten nahmen an der LSD-Forschung der 1950er und 1960er Jahre teil. Die Inzidenz von psychotischen Reaktionen, Selbstmordversuchen und Suiziden während der LSD-Behandlung ist mit der von konventionellen Psychotherapien vergleichbar:
| Studie   | Patienten (n) | Sitzungen | Suizidversuche | Suizide  | verlängerte psychotische Reaktionen |
| -------- | ------------- | --------- | -------------- | -------- | ----------------------------------- |
| Cohen    | ~ 5.000       | ~ 25.000  | 1,2:1000       | 0,4:1000 | 1,6:1000                            |
| Malleson | ~ 4.300       | ~ 49.000  | 0,7:1000       | 0,3:1000 | 0,9:1000                            |
| Gasser   | ~ .0121       | ~ 00.600  | 0              | 0        | 0                                   |

### Schädlichkeit im Vergleich

Schadenspotenziale geläufiger Drogen

Anders als viele andere Drogen gefährdet LSD nahezu ausschließlich die psychische Gesundheit des Konsumenten. Dieses Schädigungspotenzial ist bei LSD allerdings besonders stark ausgeprägt: Laut mehrerer Studien des britischen Neuropsychopharmakologen David Nutt sehen Experten LSD als die Substanz an, die von allen geläufigen Drogen die Psyche am stärksten gefährdet. Da die befragten Experten jedoch in nahezu allen anderen Bereichen (bspw. Mortalität, Abhängigkeit, körperliche Schäden) kaum bzw. kein Schädigungspotential feststellten, fällt die Schädlichkeit von LSD bei der von Nutt gewählten Methodik im Gesamtvergleich sehr gering aus. Die Ergebnisse der Studien wurden 2007 und 2010 im Fachjournal The Lancet veröffentlicht. Nachfolgestudien mit ähnlichen Ergebnissen erschienen 2015 und 2023 im Journal of Psychopharmacology. Die Studien von Nutt wurden jedoch in den Wissenschaftsjournalen The International journal on drug policy und Addiction (Abingdon, England) in Frage gestellt. Beide Publikationen kritisierten die Einstufung von psychotropen Substanzen in nur eine Dimension (Schädlichkeit) sowie die Tatsache, dass hierbei außer Acht gelassen wurde, inwiefern die Schäden vornehmlich aus der jeweiligen Substanz allein oder aber eher aus den politisch-gesellschaftlichen Rahmenbedingungen resultieren.

### Abhängigkeit

Vergleich von Abhängigkeitspotential und Verhältnis zwischen üblicher und tödlicher Dosis verschiedener psychoaktiver Substanzen und LSD nach R. S. Gable

LSD wird von führenden Naturwissenschaftlern in der Halluzinogenforschung, der Europäischen Beobachtungsstelle für Drogen und Drogensucht (EMCDDA) und dem National Institute on Drug Abuse (NIDA) des US-Gesundheitsministerium als nicht-abhängigkeitserzeugende Substanz angesehen, da es kein Suchtverhalten erzeugt. Viele LSD-Konsumenten verringern ihren Gebrauch mit der Zeit freiwillig oder stellen ihn ganz ein.

### Wechselwirkungen mit Medikamenten oder psychotropen Substanzen
Chronische Gaben von MAO-Hemmern und SSRIs schwächen die Effekte von LSD ab, man vermutet eine Herabregulation der 5-HT2A-Rezeptoren. Es besteht jedoch ein mögliches Risiko in der Kombination mit MAO-Hemmern oder SSRIs, die erst einmalig oder kurzzeitig genommen worden sind, da dort die Herabregulation der 5-HT2A-Rezeptoren noch nicht fortgeschritten ist. Da die MAO-Hemmung und Serotonin-Wiederaufnahmehemmung die Wirkung von serotonergen Substanzen, zu denen LSD zählt, unvorhersehbar verstärkt, ist das Risiko eines Serotoninsyndroms möglicherweise erhöht. Allerdings stellt Ken Gillman in seinem Review von 2010 fest, dass es in über 50 Jahren LSD-Gebrauch keinen dokumentierten Fall gab, in dem ein Serotoninsyndrom zusammen mit dem Gebrauch von LSD einherging. Lithium und einige trizyklische Antidepressiva verstärken die Effekte von LSD, anekdotische Berichte sprechen von temporären komatösen Zuständen in Kombination mit Lithium.

### Giftigkeit
Laut Datenblatt eines Herstellers ist Lysergsäurediethylamid hochtoxisch, laut einer anderen Quelle weist es eine schwache Toxizität auf. Tierversuche lassen vermuten, dass das Verhältnis von Wirkdosis zu tödlicher Dosis beim Menschen bei etwa 1:1000 liegt, d. h., die tausendfache Dosis einer wirksamen Dosis würde beim Menschen zu tödlichen Vergiftungen führen. Pharmazeuten gehen von einer therapeutischen Breite von 280 aus. Damit wäre LSD ein sicheres Medikament. Direkte Todesfälle sind bisher nur bei Tieren bekannt, denen in Tierversuchen intravenös eine Überdosis verabreicht wurde, jedoch nicht beim Menschen. In medizinisch bekannt gewordenen Fällen von Überdosis beim Menschen aus dem Jahr 1972 traten bei den acht Individuen sehr unterschiedliche Symptome auf, bspw. Hyperthermie, Erbrechen, erhöhte Blutungstendenz durch reduzierte Funktion der Blutplättchen, und Koma mit Atemstillstand.
Unter klinischen Bedingungen verursacht LSD keine Chromosomenbrüche, auch wird davon ausgegangen, dass LSD in mäßigen Dosen keine Effekte an menschlichen Chromosomen zeigt. Passie et al. (2008) stellen weiterhin fest, dass LSD im Menschen nicht fortpflanzungsgefährdend oder mutagen ist.

### Unfallgefahr
Die unter Einfluss von LSD als verändert erscheinende Umwelt kann für den Konsumenten zur Gefahr werden, da er zur Gefahreneinschätzung oft kein Gefühl mehr hat. Von der Bedienung von Maschinen oder der Teilnahme am Straßenverkehr ist aufgrund dieser veränderten Wahrnehmung abzuraten (siehe auch Fahren unter Einfluss psychoaktiver Substanzen).
Die Europäische Beobachtungsstelle für Drogen und Drogensucht schätzt diese Gefahr auf ihrer Website allerdings als äußerst gering ein:

„Schwere Nebenwirkungen, die LSD oftmals zugeschrieben werden, wie irrationale, zum Suizid oder unbeabsichtigten Tod führende Handlungen, sind extrem selten. Todesfälle im Zusammenhang mit einer Überdosierung von LSD sind praktisch unbekannt.“

Hofmann selbst äußerte sich zur Unfallgefahr zuvor bereits ähnlich:

„[Im] manischen, hyperaktiven Zustand kann das Gefühl der Allmacht oder der Unverletzlichkeit schwere Unglücksfälle zur Folge haben. Solche haben sich ereignet, wenn ein Berauschter in seiner Verwirrung sich vor ein fahrendes Auto stellte, weil er unverwundbar zu sein meinte, oder im Glauben, fliegen zu können, aus dem Fenster sprang. Die Zahl derartiger LSD-Unglücksfälle ist aber nicht so groß, wie man nach den Meldungen, die von den Massenmedien sensationell aufgearbeitet werden, annehmen könnte. Trotzdem müssen sie als ernste Warnungen dienen.“

In Deutschland wurde im Jahr 2010 kein Todesfall gezählt, der direkt oder indirekt mit dem Konsum von LSD in Verbindung stand. Auch im Jahr 2013 wurde in Deutschland kein LSD-Todesfall registriert. Bezogen auf andere Jahre veröffentlichte die Drogenbeauftragte der Bundesregierung keine entsprechenden Zahlen, darunter 2014.

## Anwendung
Nachdem der Konsum von LSD nach Schätzungen der Drogenbeauftragten der Bundesregierung Anfang der 2000er Jahre zurückgegangen war, ist seit 2008 wieder ein leichter Anstieg bei den Erstkonsumenten zu vermerken.

### Konsumformen

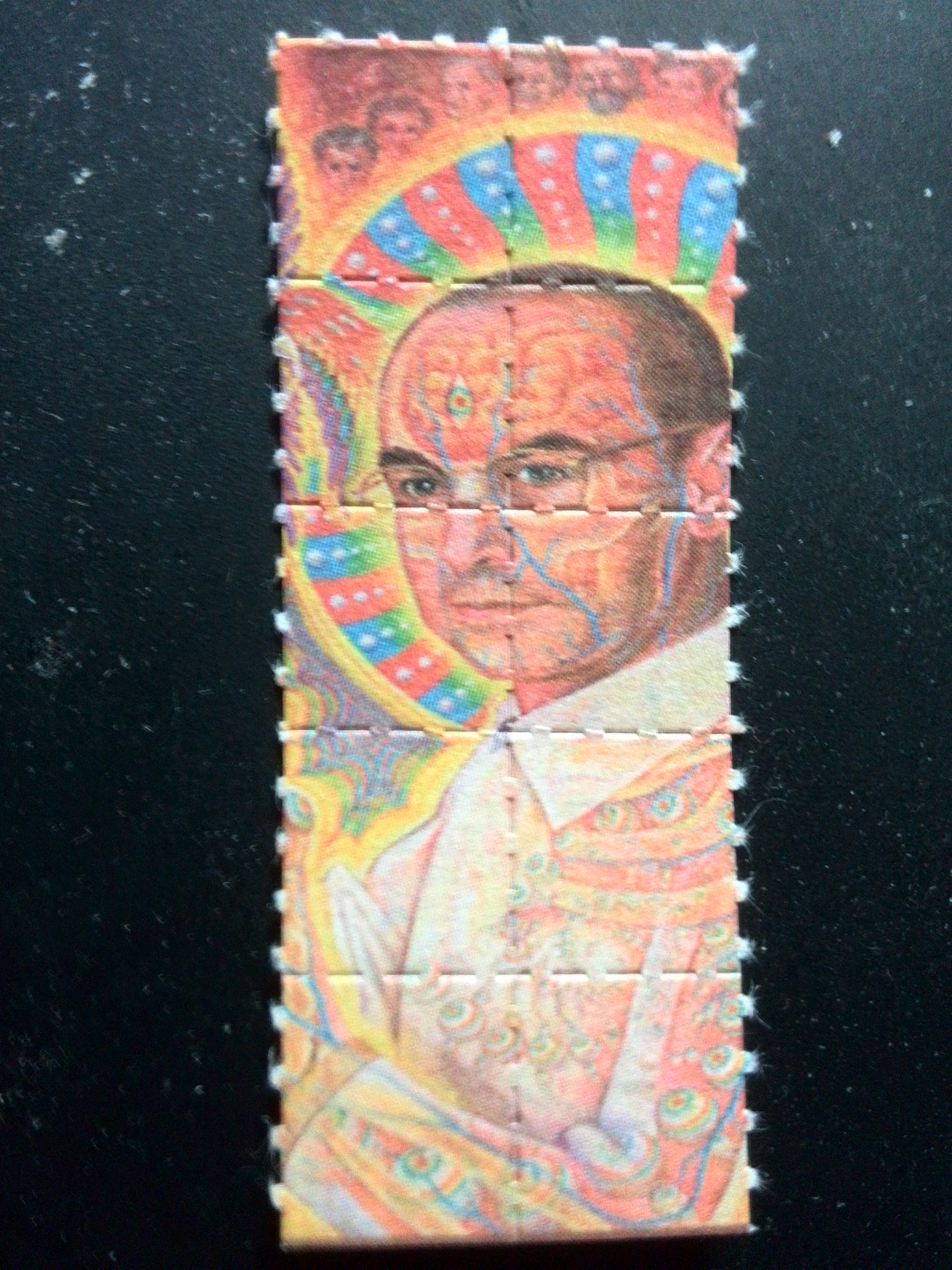
Ein LSD-Blotter, mit je 100–120 µg dosiert

Die Droge wird normalerweise auf Papierstücke, Tickets, Pappen oder Trips genannt, aufgebracht, die dann gelutscht oder geschluckt werden. LSD wird aber unter anderem auch als Lösung in Ethanol (sogenanntes Liquid oder auch mit Pipette getropfte Drops), auf Würfelzucker, als Kapsel- oder in Tablettenform eingenommen (spezielle Tabletten sind kleine Krümelchen, die eine gewünschte Dosis enthalten und als „Micro“ bezeichnet werden. Die Gelatinekapseln sind leer, nur die Kapselhülle selbst wird mit LSD-Lösung benetzt und getrocknet). Ein einzelnes Mikrokügelchen kann bis zu 1000 µg LSD enthalten, wogegen übliche Pappen nur 100–250 µg LSD enthalten.
Die Europäische Beobachtungsstelle für Drogen und Drogensucht berichtet, dass die Verkaufspreise für LSD in den meisten europäischen Ländern zwischen 5 Euro und 11 Euro pro Einheit liegen.
LSD und Ecstasy („Candyflip“):
Diese Kombination kann zu starken Wahrnehmungsveränderungen mit optischen und akustischen Halluzinationen führen. Die psychoaktive Wirkung beider Substanzen kann sich gegenseitig verstärken. Dabei kann es zu erwünscht angenehmen Erlebnissen kommen, die Gefahr einer drogeninduzierten Psychose ist aber auch erhöht.
Ein weiterer Gefahrenpunkt ist die durch die Illegalität bedingte Schwarzmarktware, deren Zusammensetzung oder Dosierung nie genau zu erkennen ist. So können zwei vom selben Dealer erworbene Trips, die sich optisch gleichen, völlig unterschiedlich dosiert sein. Auch müssen Trägermaterialien nicht unbedingt LSD enthalten, da andere halluzinogene Substanzen wie DOI, DOB, 25I-NBOMe, Bromo-DragonFLY etc. ebenfalls im Submilligrammbereich wirksam sind und auch als Löschblätter verkauft werden. Die Wirkdauer dieser Substanzen ist meist stark erhöht, im Falle von Bromo-DragonFLY bis zu mehrere Tage. Dass Strychnin enthalten sein kann, hat sich jedoch als Mythos erwiesen. Ein solcher Fall ist noch nie bestätigt worden. Trägermaterialien von nur geringer Größe (Beispiel: Löschpapier, Micros) nehmen keine wirkungsrelevante Strychninmenge auf.

### Anwendungsgeschichte

#### LSD in der Psychiatrie und Psychotherapie
Zur psychiatrischen Behandlung und zu Forschungszwecken wurde LSD 1949 unter dem Handelsnamen Delysid vom Pharmakonzern Sandoz bereitgestellt. Das LSD-Präparat Lysergamid wurde vom tschechoslowakischen Konzern Spofa hergestellt und vor allem in die Ostblockstaaten, einschließlich der DDR, exportiert.
LSD versetzt viele Anwender in einen Zustand, der Ähnlichkeiten mit bestimmten Symptomen von Psychosen (zum Beispiel Schizophrenie) hat. Im Unterschied zur Psychose weiß der Anwender in der Regel, dass die veränderte Wahrnehmung absichtlich durch ihn selbst bzw. durch die Droge herbeigeführt wurde. Solche künstlich herbeigeführten Zustände werden Modellpsychose genannt. Besonders die sehr niedrige Dosierung und der ausgeprägte Effekt beeindruckten die Forscher.
Der Beipackzettel von Delysid wies auf die Möglichkeit der Anwendung als Psycholytikum und Psychotomimetikum hin. Textauszug Indikation: „(a) In der analytischen Psychotherapie zur Förderung seelischer Entspannung durch Freisetzung verdrängten Materials. (b) Experimentelle Studien über das Wesen der Psychose: Indem der Psychiater selbst Delysid einnimmt, wird er in die Lage versetzt, eine Einsicht in die Welt der Ideen und Wahrnehmungen psychiatrischer Patienten zu gewinnen.“
LSD wurde zunächst in der so genannten „psychedelischen Therapie“ eingesetzt, etwa bei schwer Krebskranken oder bei Alkoholikern. Ihr Ziel war es, die Probanden durch ein erschütterndes ekstatisches, stark religiös bzw. mystisch gefärbtes Erlebnis angstfreier zu machen bzw. vom Alkoholismus abzubringen. In seiner Studie zu diesem Thema spricht der Pionier der therapeutischen LSD-Forschung in Deutschland, Hanscarl Leuner, von einer Art „Heilung durch Religion“. Auch heute noch wird LSD im Rahmen der Psychotherapie mit Psychedelika verwendet. Bei allen durch die Forschung bestätigten Vorzügen hat diese Therapieform jedoch auch Schattenseiten, insbesondere wegen des Machtgefälles zwischen dem Therapeuten und dem durch die Einnahme von LSD hoch suggestibel gemachten Therapie-Klienten. Eine qualifizierte Ausbildung und Supervision der Therapeuten ist schon deshalb kaum möglich, weil die Behandlungen – von Ausnahmegenehmigungen abgesehen – vorwiegend in der Illegalität stattfinden.

#### LSD zur Behandlung von Alkoholismus
Studien in den 1950er Jahren stellten bei der Behandlung von Alkoholismus mit LSD eine Erfolgsrate von 50 Prozent fest. Allerdings wurden einige LSD-Studien wegen methodischer Mängel kritisiert und unterschiedliche Gruppen hatten unterschiedliche Ergebnisse. In einem 1998 veröffentlichten Artikel wurden die Arbeiten zu dem Thema erneut untersucht. Man folgerte, dass die Frage der Effizienz von LSD in der Behandlung von Alkoholismus bisher unbeantwortet ist. Eine 2012 veröffentlichte Metaanalyse bestätigte dagegen die Ergebnisse der ursprünglichen Studien und konstatierte eine heilsame Wirkung.

#### LSD-Versuche von US-Geheimdiensten und Armee
Angesichts der theoretischen Möglichkeit, mit nur 10 Kilogramm des hochpotenten Psychedelikums die gesamte Bevölkerung der Vereinigten Staaten berauschen zu können, begannen in den frühen 1950er Jahren unter dem Vorzeichen des Kalten Krieges Forschungen zur Verwendung von LSD als chemische Waffe, als Wahrheitsserum oder zu anderen Zwecken. Im Fokus der Forschung, die die CIA sowie die Abteilung für chemische und biologische Kriegführung der amerikanischen Streitkräfte durchführten oder durchführen ließen, stand die Möglichkeit, es als Mittel zur Mind Control u. a. in den Laboratorien des Edgewood Arsenal einzusetzen. Im Rahmen von MKULTRA und anderen Projekten wurde Mitarbeitern, ohne dass sie es wussten, LSD verabreicht, die Droge wurde in so genannten safe houses in New York City und San Francisco an Freiwillige, an Drogensüchtige oder an Freier von Prostituierten gegeben; Menschenversuche an Strafgefangenen oder an Insassen psychiatrischer Anstalten beinhalteten, Probanden über mehrere Wochen ständig unter LSD-Einfluss zu halten oder die Wirkung der Droge in Kombination mit Elektroschocks, sensorischer Deprivation oder anderen Drogen zu testen. All diese Versuche führten zu keinen verwendbaren Resultaten. Nachdem die Forschungen Mitte der 1970er Jahre öffentlich bekannt geworden waren, wurden sie eingestellt.

#### LSD in den 1960er Jahren

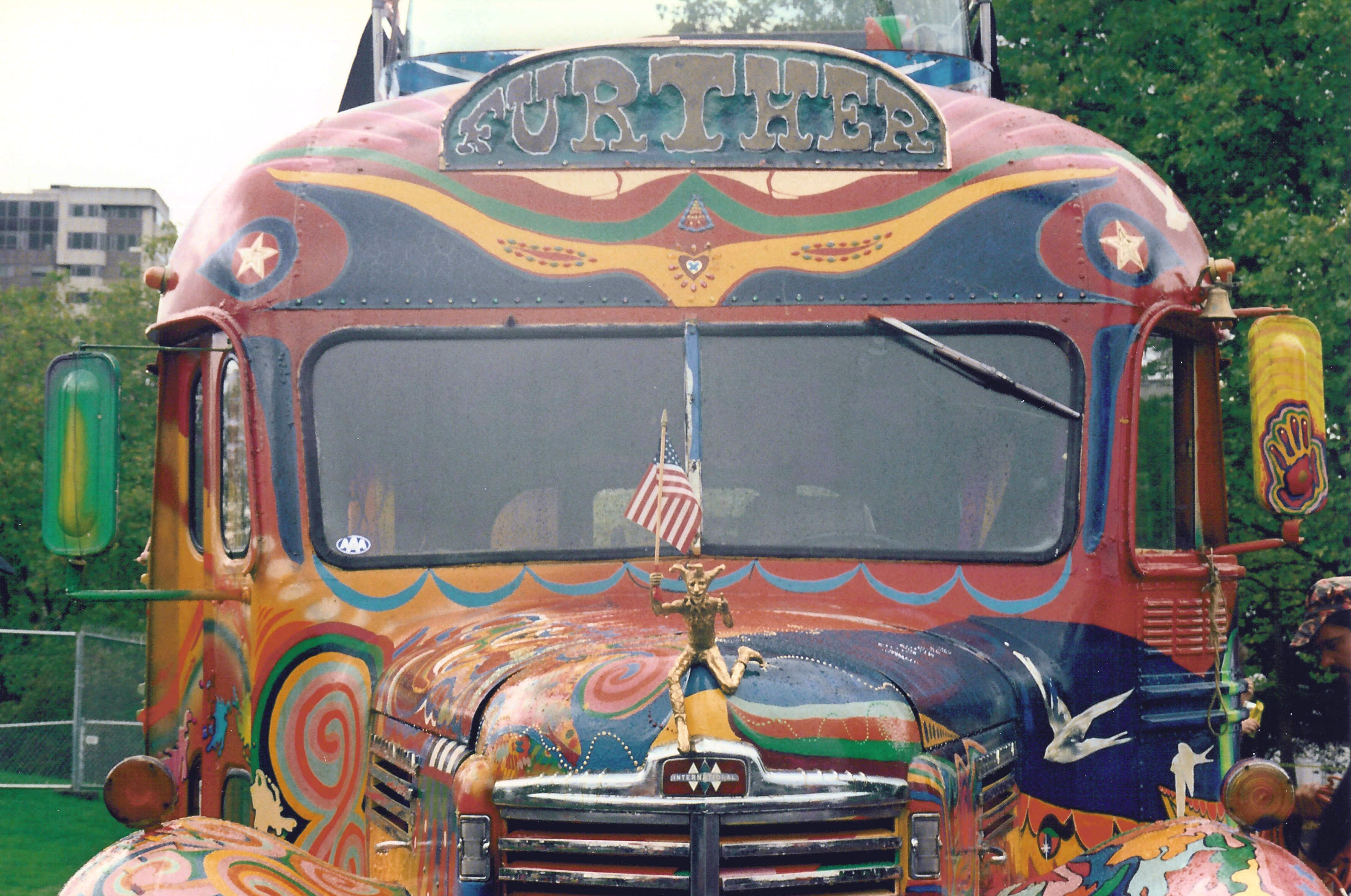
Frontansicht des Busses FURTHER

Im Rahmen eines Teilprojektes des CIA-Forschungsprogramms MKULTRA nahm auch Ken Kesey als Versuchsperson an LSD-Experimenten teil. Ken Kesey hoffte, wie der Psychologe Timothy Leary in Berkeley (wo ebenfalls im Rahmen vom MKULTRA geforscht wurde), dass LSD die Persönlichkeit von Menschen durch Bewusstseinserweiterung befreien und verbessern könnte und so auch die Gesellschaft positiv verändern könnte. Er gründete eine Hippie-Gruppe, die Merry Pranksters, die mit einem bunt bemalten Schulbus, dem FURTHER (engl. weiter; fördern, unterstützen, vorantreiben), durch die USA fuhren und überall sogenannte Acid-Tests veranstalteten, bei denen zum Testen Lysergsäurediethylamid an das Publikum verteilt wurde. Bei diesen LSD-Happenings traten als Band die Grateful Dead auf. LSD prägte die Hippieära Ende der 1960er Jahre. Die Fahrten der Merry Pranksters wurden vom Autor Tom Wolfe, der einige Zeit in dem Bus mitfuhr, in dem Buch Electric Kool-Aid Acid Test literarisch verewigt. Zu den ersten Popstars, die ab 1966/1967 LSD konsumierten, gehörten John Lennon (von The Beatles), Brian Jones (von The Rolling Stones), Marianne Faithfull mit Mick Jagger und Syd Barrett (von Pink Floyd).
1962 präsentierte Sidney Cohen der medizinischen Fachwelt seine erste Warnung vor den Gefahren des LSD. Cohens 1960er-Studie über LSD-Effekte kam zu dem Schluss, dass das Medikament sicher war, wenn es in einem überwachten medizinischen Umfeld verabreicht wurde, aber bis 1962 führte ihn seine Besorgnis über Popularisierung, nicht-medizinischen Gebrauch, Schwarzmarkt-LSD und Patienten, die durch das Medikament geschädigt wurden, dazu, zu warnen, dass die Verbreitung von LSD gefährlich war. Mitte der 1960er Jahre beschrieb Cohen den LSD-Zustand als „völlig unkritisch“ mit „der großen Wahrscheinlichkeit, dass die erlangten Erkenntnisse überhaupt nicht valide sind und bestimmte leichtgläubige Persönlichkeiten überwältigen“. Seine Alternative zu LSD kam in dem Ratschlag, den er am Ende seines Lebens einem Publikum gab: „Ich möchte ihnen den nüchternen Verstand empfehlen.“

#### Verbot
Als Timothy Leary in den 1960er Jahren den Massenkonsum von LSD in den USA propagierte, übte Albert Hofmann starke Kritik. Nach dem Verbot von 1966 in den USA und der Einstufung als nicht verkehrsfähiger Stoff in Deutschland 1971 kam die Forschung an LSD-haltigen Therapeutika weitgehend zum Erliegen.
Als Droge wurde es aufgrund des nicht vorhandenen Abhängigkeitspotentials und der starken Toleranzbildung ebenfalls weitgehend zurückgedrängt. Da sich LSD im Gegensatz zu den meisten anderen Drogen nicht zum täglichen Konsum eignet, ist die nachgefragte Menge für den Drogenhandel unbedeutend, und da keine Abhängigkeit auftritt, sind Konsumenten auch nicht gezwungen, hohe Preise wie z. B. für Heroin oder Kokain zu bezahlen.

### Neuere Forschung
Bis 1968 wurde LSD aus Sicht der deutschen Arzneimittelforschung keine praktische Bedeutung zugewiesen.
Seit etwa 1990 erlebt die Halluzinogenforschung eine Renaissance. Im Dezember 2007 wurde dem Schweizer Psychiater Peter Gasser bewilligt, eine doppelblinde, plazebokontrollierte Phase-II Dosis-Wirkungs-Pilotstudie zur psychotherapeutischen Behandlung mit LSD an Patienten mit Krebs im Endstadium durchzuführen. Die Pilotstudie sollte „Hinweise geben können, ob es sich lohnt und ob es vertretbar ist, mit LSD-unterstützter Psychotherapie weiterzuforschen allenfalls auch in grösserem Rahmen mit grösseren Probandenzahlen“. Die Ergebnisse sind vielversprechend, jedoch ist die Versuchsgruppe mit 12 Personen zu klein, um statistisch repräsentativ sein zu können. Die Studie wurde teilweise von der Schweizerischen Ärztegesellschaft für Psycholytische Therapie und hauptsächlich von der Lobby-Organisation Multidisciplinary Association for Psychedelic Studies (MAPS) finanziert.
Aktuellere Publikationen diskutieren LSD und das nichthalluzinogene 2-Brom-LSD (BOL-148) als mögliches Mittel gegen Cluster-Kopfschmerz.

## Rechtsstatus
LSD ist in der Bundesrepublik Deutschland aufgrund seiner Aufführung in der Anlage I BtMG ein nicht verkehrsfähiges Betäubungsmittel. Der Umgang ohne Erlaubnis ist grundsätzlich strafbar. Weitere Informationen sind im Hauptartikel Betäubungsmittelrecht in Deutschland zu finden.
Mit der vierten Betäubungsmittel-Gleichstellungsverordnung (4. BtMGlV) vom 21. Februar 1967, in Kraft getreten am 25. Februar 1967, wurde LSD in der Bundesrepublik Deutschland den betäubungsmittelrechtlichen Vorschriften des Opiumgesetzes, dem Vorläufer des heutigen BtMG, unterstellt.
1966 wurde Lysergsäurediethylamid in den USA verboten, in Österreich 1971. 
Lysergsäurediethylamid fällt außerdem unter die Kontrolle des Einheitsabkommens über die Betäubungsmittel (1961) und der Konvention über psychotrope Substanzen (1971), welche von den Vereinten Nationen beschlossen wurden.

### Studien
- D. E. Nichols: Dark Classics in Chemical Neuroscience: Lysergic Acid Diethylamide (LSD). In: ACS chemical neuroscience, März 2018; doi:10.1021/acschemneuro.8b00043, PMID 29461039 (Review).
- M. E. Liechti: Modern Clinical Research on LSD. In: Neuropsychopharmacology, Band 42, Nummer 11, Oktober 2017, S. 2114–2127; doi:10.1038/npp.2017.86, PMID 28447622, PMC 5603820 (freier Volltext) (Review).
- S. Das, P. Barnwal, A. Ramasamy, S. Sen, S. Mondal: Lysergic acid diethylamide: a drug of 'use'? In: Therapeutic advances in psychopharmacology, Band 6, Nummer 3, Juni 2016, S. 214–228; doi:10.1177/2045125316640440. PMID 27354909, PMC 4910402 (freier Volltext) (Review).
- Robin L. Carhart-Harris, Suresh Muthukumaraswamy u. a.: Neural correlates of the LSD experience revealed by multimodal neuroimaging. In: Proceedings of the National Academy of Sciences, 2016, S. 201518377; doi:10.1073/pnas.1518377113.
- M. B. Liester: A review of lysergic acid diethylamide (LSD) in the treatment of addictions: historical perspectives and future prospects. In: Current drug abuse reviews, Band 7, Nummer 3, 2014, S. 146–156; PMID 25563445 (Review).
- T. Passie, J. H. Halpern, D. O. Stichtenoth, H. M. Emrich, A. Hintzen: The pharmacology of lysergic acid diethylamide: a review. In: CNS neuroscience & therapeutics. Band 14, Nummer 4, 2008, S. 295–314, doi:10.1111/j.1755-5949.2008.00059.x, PMID 19040555, PMC 6494066 (freier Volltext) (Review).
- H. D. Abraham, A. M. Aldridge: Adverse consequences of lysergic acid diethylamide. In: Addiction, Band 88, Nummer 10, Oktober 1993, S. 1327–1334; PMID 8251869 (Review).

## Dokumentarfilme
- Hofmann’s Potion. Dokumentarfilm, Kanada, 2002, 56 Min., Regie: Connie Littlefield, Produktion: National Film Board of Canada, Inhaltsangabe.
- Der ultimative Trip – Der Entdecker des LSD wird 100. Ein Film von Ralf Breier und Claudia Kuhland, 3sat/ZDF 2006 (Kulturzeit Extra; 35 min).
- The Substance – Albert Hofmanns LSD.[118] Schweiz 2011, Regie: Martin Witz.
- Pamela Caragol Wells: LSD – Vom Trip zur Therapie? In: programm.ard.de. 20. Januar 2011, abgerufen am 14. April 2016.
- Ein kleines bisschen LSD - Das Comeback der Hippie-Droge LSD. Ein Film von Norbert Lübbers und David Donschen, WDR, 2019 (43:39 Min).
- Das LSD-Comeback - Mit Drogen den Klimawandel bekämpfen? Ein Film von Tita von Hardenberg, ZDF, 2023 (36:43 Min)
- Vortrag: Dr. Christian Rätsch, 100 Jahre Albert Hofmann, August 2006